# Zosterion
Zosterion (Christiansen 1934) – syntakson w randze związku należący do klasy Zosteretea marinae, która obejmuje zbiorowiska „łąk podmorskich” skrajnych siedlisk o niskim poziomie organizacji. Związek ten obejmuje wyłącznie wodne zbiorowiska roślinne, które są budowane przez rośliny kwiatowe oraz różnego rodzaju glony.

## Charakterystyka
Związek ten grupuje zbiorowiska „łąk podmorskich”, które są skrajnie ubogie w gatunki roślin kwiatowych i dotychczas bardzo słabo zbadane. Zbiorowiska te oprócz roślin kwiatowych budują najczęściej także glony: ramienice, zielenice i krasnorosty.
WystępowanieObecność zbiorowisk należących do tego związku notowano w wielu miejscach w Europie. W Bałtyku występują w strefie sublitoralnej na głębokości około 2–10 m. W Polsce są to zbiorowiska bardzo rzadkie i wykształcają się tylko w Bałtyku.
Charakterystyczna kombinacja gatunków
ChCl., ChO., ChAll. : zostera morska (Zostera marina), zostera drobna (Zostera noltii)
Podkategorie syntaksonomiczne
W obrębie syntaksonu wyróżniany jest następujący zespół występujący w Polsce:
- Zostero-Furcellarietum